# Yank Rachell
James « Yank » Rachell, dit Yank Rachell est un musicien américain de blues traditionnel, né le 16 mars 1903, 1906 ou 1910 à Brownsville, Tennessee, et mort le 9 avril 1997 à Indianapolis, Indiana.
Qualifié de « doyen du blues », sa carrière dure près de 70 ans, de la fin des années 1920 aux années 1990. Yank Rachell est un chanteur, guitariste et harmoniciste compétent, mais il est surtout un maître de la mandoline blues. Il est connu pour avoir accompagné Sleepy John Estes et Sonny Boy Williamson I. La chanson She Caught the Katy, co-écrite avec Taj Mahal, est devenue un standard du blues.

## Biographie
Yank Rachell grandit dans une ferme à Brownsville, dans le Tennessee. Il y a une incertitude sur son année de naissance. Bien que sa pierre tombale indique 1910, les chercheurs Bob Eagle et Eric LeBlanc concluent, sur la base d'une liste de recensement de 1920, qu'il est probablement né en 1903. D'autres auteurs donnent 1906 ou 1908,.
A l'âge de huit ans, il obtient sa première mandoline, échangée contre un cochon que sa famille lui avait confié. Il apprend également la guitare, le violon et l'harmonica. Il sillonne les routes avec le chanteur, guitariste et mandoliniste Hambone Willie Newbern et se produit dans les fêtes locales qu'il organise dans les environs de Brownsville. Il fait la rencontre de Sleepy John Estes au début des années 1920. Le groupe Three J's Jug Band, qu'ils ont formé tous deux avec le pianiste Jab Jones, fait ses  premiers enregistrements pour Victor à la fin des années 1920. La plupart des sessions Victor de 1929-1930 sont chantées par Estes, soutenues par les lignes de mandoline perçantes de Rachell et le piano martelant de Jones. Yank chante sur trois titres, dont Expressman Blues.
Il revient à l'agriculture à Brownsville au début des années 1930, mais retourne quand même en studio en 1934, jouant à la fois de la guitare et de la mandoline pour Vocalion et l'American Record Corporation.
En 1938, il participe aux légendaires sessions pour Bluebird à Aurora, dans l'Illinois. Certains de ses meilleurs travaux de mandoline peuvent être entendus sur Haven't Seen No Whiskey, avec des voix de Joe Williams (un chanteur différent de Big Joe Williams), et ce sont ces séances qui marquent le début de son association avec John Lee « Sonny Boy » Williamson. Rachell enregistre deux autres sessions pour Bluebird, toutes deux accompagnées de Sonny Boy Williamson, Washboard Sam et divers joueurs de contrebassine. Bien qu'aucune mandoline n'apparaisse lors de ces sessions, l'approche de Yank à la guitare est inhabituelle et distinctive. Ses lignes d'accompagnement sonnent souvent comme une guitare solo jouée sur les cordes de basse. Yank est aussi un compositeur imaginatif. Insurance Man Blues raconte l'histoire intrigante de « l'homme de l'assurance industrielle », un agent qui se rend chez les pauvres Afro-Américains pour percevoir les primes de quelques cents par semaine.
En 1958, lors du « renouveau » de la musique folk américaine, il s'installe à Indianapolis. Il enregistre pour Delmark et Blue Goose Records au début des années 1960, avec Sleepy John Estes et l'harmoniciste Hammie Nixon. Il effectue des tournées dans tout le pays et se produit aussi à l'étranger en Europe et au Japon. Il participe notamment à l'American Folk Blues Festival avec Estes en 1966.
En 1985, il apparaît dans le film documentaire Louie Bluie réalisé par Terry Zwigoff à propos du musicien Howard Armstrong. Yank Rachell y joue avec John Sebastian et le J-Band.
Au milieu des années 1990, Yank Rachell et Henry Townsend sont les seuls musiciens de blues encore actifs dont la carrière a commencé dans les années 1920. À la fin de sa vie, Rachell souffre d'arthrite, ce qui raccourcit ses séances de jeu, mais il enregistre tout de même un album, Too Hot for the Devil, juste avant sa mort.

## Discographie

### Albums
- 1964 : Mandolin Blues - Yank Rachell and His Tennessee Jug Busters (avec Hammie Nixon, Sleepy John Estes, Big Joe Williams et Mike Bloomfield)
- 1965 : Sleepy John Estes' Brownsville Blues
- 1970 : 1929-30 Sessions - Sleepy John Estes with Yank Rachell
- 1973 : Yank Rachell
- 1983 : James "Yank" Rachel Vol. 1 (1934-38) et Vol. 2 (1938-41)
- 1986 : Blues Mandolin Man
- 1987 : Chicago Style
- 1996 : Pig Trader Blues - Yank Rachell et David Morgan
- 1998 : Too Hot For The Devil
- 2002 : Sleepy John Estes: Newport Blues (enregistré en 1964 à New York)